# 大達一真
大達 一真（おおだち かずま、1970年3月11日 - ）は、日本のドラマー。大阪府出身。血液型A型。

## 略歴
8歳からピアノ、17歳のときにドラムをはじめる。はじめるキッカケはTHE ALFEE。長谷川浩二に多大な影響を受けたという。
1992年から、大阪城公園にて毎週日曜日にライブを行っていた。参加していたグループは、シャ乱Qらが作ったアマチュアバンド集団『すっぽんファミリー』。つんく♂、まこと、新堂敦士らの手伝いをしながら自身のバンド『せみまる』で活動。
1994年11月にバンド解散、同じメンバーであった鎌田浩二と共にロックバンド『LOWDOWN』を結成。1996年5月に、ZAIN RECORDSより、「MAYBE LOVE BABY LOVE」でデビュー。1999年に活動休止。以降、 フリーランスのドラマーとして活動。
2001年頃に、潰瘍性大腸炎を患い、一度ミュージシャンを引退。
2008年頃から再び音楽活動を開始。ドラム講師なども行いつつ専属のバンドを持たずインディーズのバンドやソロアーティストのバックでサポートなどをする。一時期は視覚障害者バンド『シャンテ』のサポートなどにも携わる。2008年から2011年まで『SPIN-code』のドラマーとして活動。BIGCATでのワンマンライブなどを果たすが解散。
2009年からインディーズバンドやソロアーティストのサポートを開始。
2013年、新たに自身のバンド『SUNS』を結成。関西を中心に活動し、東名阪ツアーなども行う。2枚のアルバムを発売した後、2015年に活動を休止。
2016年6月、サポート活動で知り合ったメンバーからの紹介で、ニコニコ動画などで活動中の歌い手、メガテラ・ゼロをボーカルに迎え、バンド『メガロ』を結成。同年7月末大阪にて初ライブを行う。その後も大阪や福岡をはじめ、各地でワンマンライブを繰り返し、2017年にはYouTubeでオリジナル曲「txt」のMVを発表した。
しかし、バンド『メガロ』としてのメジャー・デビューはないまま、2018年6月、大達の持病悪化のため継続が困難となり解散。メンバーチェンジを取らなかった理由としては、結成当初から唯一無二である事をポリシーとし、メンバーチェンジを行なってまでの活動はしないものとしてきた為である。その後、決まっていた札幌公演と大阪公演はキャンセルとなった。
潰瘍性大腸炎の活動期から寛解期へと体調回復後の2019年4月、大阪で活動するインディーズバンド『Ark Empty』へ正式加入。繋がりは2016年頃にサポートとして参加していた事がある。
在籍中に3種のリリースをし精力的に全国各地にてライブ活動を展開してきたが2021年11月26日心斎橋VARONにて行われたA Sail To Sunrise(To Dawn)のリリースツアーファイナルをもって解散。解散理由としては新メンバーのRyuの脱退表明から方向性に相違が出たとの事。
2022年1月より本格的に新バンド結成へ動き出したが加入の方が手っ取り早いとの事でバンド探しを始める。参考にしたサイトはアワサウンズとの事。
2022年3月複数のバンドやソロのミュージシャンとやり取りした後、とあるバンドに一目惚れと言うか一聴惚れしたのがSteel Emblem。関西中心に活動する結成35周年となるハードロックバンド。HR/HMを基調としキャッチーなメロディーラインな楽曲が多くボーカルの歌唱力と楽曲に惚れて自らアプローチ。オーディションリハ後、正式加入とした。現在はフルアルバムの制作リハ中との事。Steel Emblemの加入時にバンドの掛け持ちの意向を表明しており 掛け持つなら双方真逆の音楽性でないと意味がないとTwitterにてツイート。
2022年10月関西を中心に活動するポップロックバンドtake offへ正式加入。わかりやすいキャッチーなメロディーとストレートな歌詞が評判で大阪のBIG CATでのワンマンライブはソールドアウトするなど動員力を誇るバンドである。加入のキッカケはドラムオーディションにて選ばれる。オーディション参加の動機は謎に動員力があり好きな感じのメロディーと歌詞カードがなくてもわかる歌唱力、メンバーの人間性などに惹かれたとの事。
これまでに100組近いバンドやソロアーティストなどをサポートや結成又は加入とした形で活動している。

## 人物
2009年頃から関西を拠点にするスポーツジムCOSPAの音源制作や映像制作のディレクションを行なっていたとの事で、現在は同じく2009年頃から年一で行われているイベント「EX-Festival」にオーガナイザーとして参加し、イベントを手掛けている。
考え方も行動もお酒の飲み方も豪快。性格は楽天的で「しゃあない」「何とかなるやろー」が口癖。モットーは「生涯現役」。趣味は人間観察、居酒屋探し、旅行、アルバイト。ライブMCなどで、アルバイトについて「色んな仕事と色んな人間に出会えるし自分の潜在能力を知る事が出来るから楽しい」と語っていた。

## 使用機材
- ドラムセットはTAMAstar classics mapleツーバス仕様でPOWER TOWER SYSTEMを使用。PTSのラックは20代の頃にノヴェラの五十嵐久勝から譲り受けた物との事。
- シンバルは主にジルジャンと2022年からMEINLを使用。